# Курберг, Фанни
Фанни Курберг (фин. Fanny Churberg; 12 декабря 1845[…], Ваза — 10 мая 1892[…], Гельсингфорс) — финская художница-пейзажистка.

## Биография

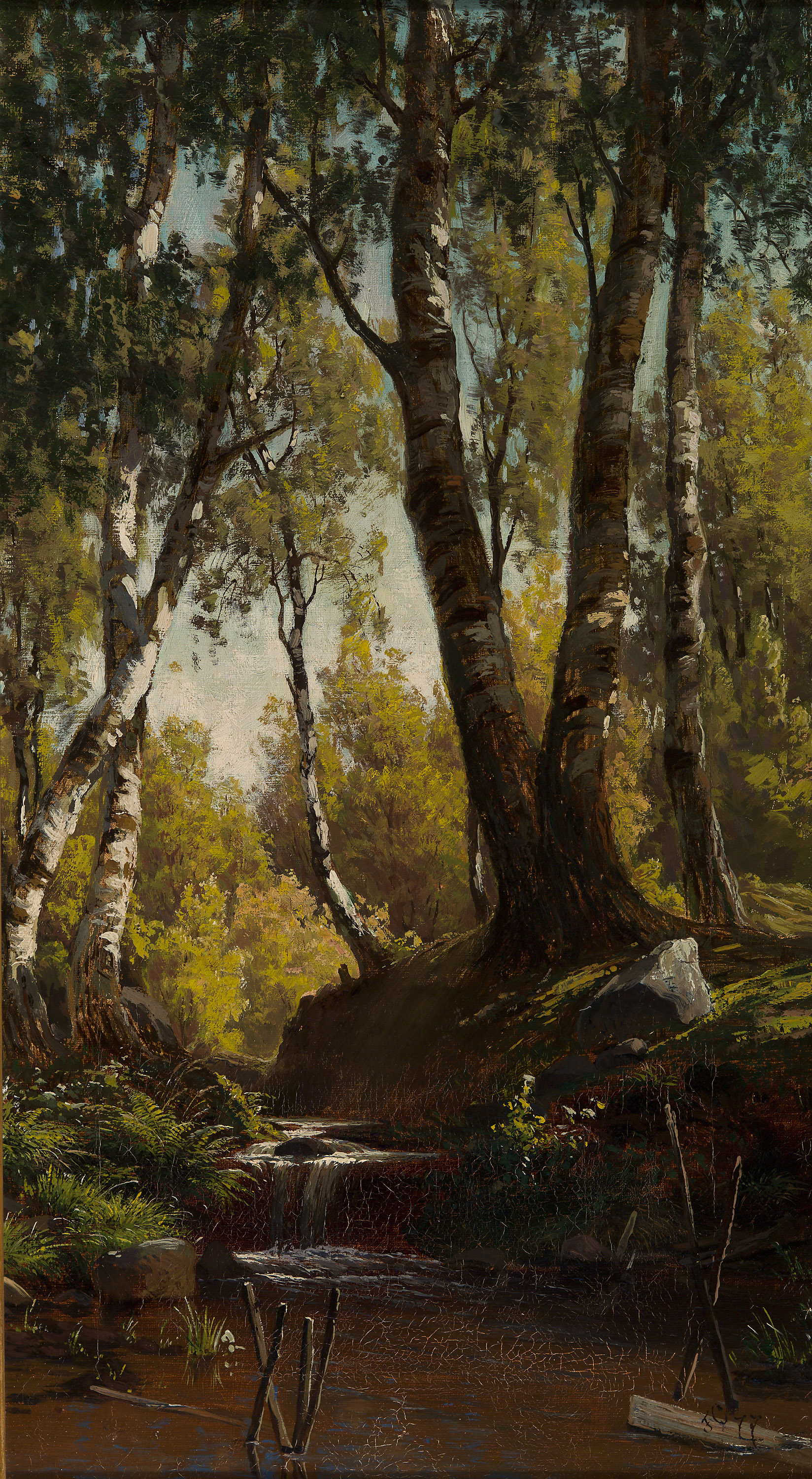
Лесной ручей

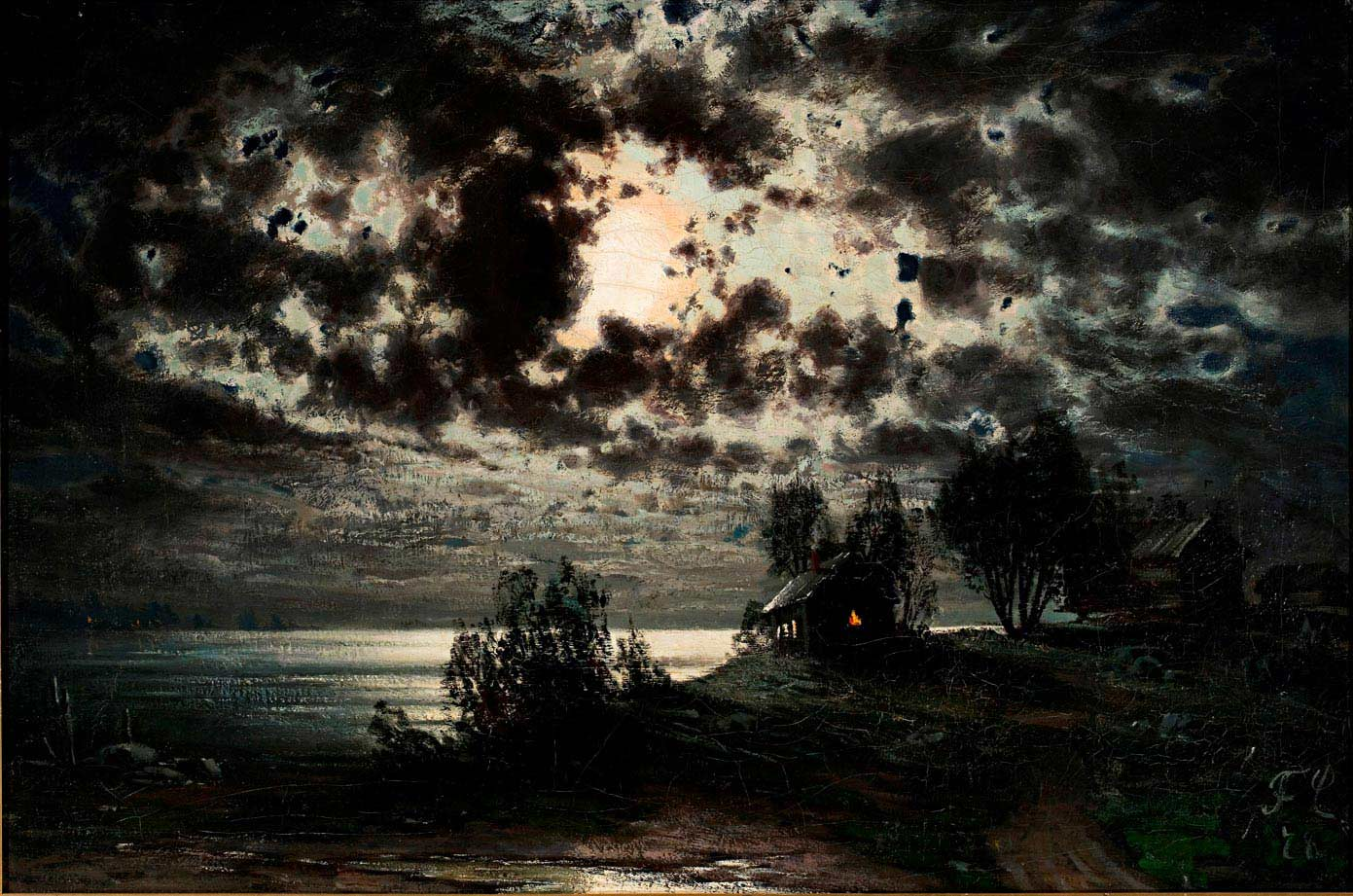
Пейзаж в лунном свете

Дочь врача Матиаса Курберга и его жены Марии, урождённой Перандер. Семья Курберг жила в городе Вааса, но происходила из сельской местности региона Остроботния. Отец художницы происходил из крестьянской семьи, однако, сумел получить хорошее образование и женился на дочери викария (лютеранского приходского священника). В дальнейшем Черберг очень интересовалась своей семейной историей, и даже планировала поменять свою фамилию на Куурила, в честь старой семейной фермы, однако так и не реализовала этот свой план. У Фанни было шестеро братьев и сестёр, из которых только двое старших братьев — Торстен и Вальдемар, дожили до взрослого возраста.
Когда Фанни было двенадцать лет, умерла её мать, и девочке, оставшейся с отцом и двумя братьями, пришлось взять на себя большую часть обязанностей хозяйки дома. Позже ее отправили в школу-пансион для девочек в Порвоо. Закончив школу, она вернулась в Ваасу. Когда ей было 20, скончался её отец. После этого Фанни и её холостые братья переехали к тётке в Гельсингфорс (ныне — Хельсинки).
В Гельсингфорсе в 1865 году Фанни начала брать частные уроки живописи у нескольких местных художников. В дальнейшем она отправилась в Дюссельдорф, один из центров европейской художественной жизни того времени. Там Фанни училась, оттачивая свои навыки, несколько лет, но в летние месяцы всегда возвращалась в Финляндию. Помимо Дюссельдорфа, некоторое время начинающая художница провела в Париже. 
Окончательно вернувшись на родину, Курберг в 1879 году основала Общество друзей финских традиционных ремёсел, так как опасалась, что традиционное финское ткачество и некоторые другие промыслы будут забыты на фоне роста уровня жизни крестьян, под наплывом дешевеющих товаров фабричного производства, наводнивших финскую деревню.
Фанни Курберг никогда не выходила замуж и не имела детей. Когда её брат Торстен около 1880 года тяжело заболел, она ухаживала за ним, что почти лишило художницу времени на творчество. Смерть Торстена в 1882 году и женитьба другого брата, Вальдемара, пятью годами ранее, сделала Курберг очень одинокой. После 1880 года она больше не рисовала, даже для собственного развлечения, но никогда полностью не покидала художественных кругов.
Фанни Курберг умерла в Гельсингфорсе в 1892 году.

## Творчество

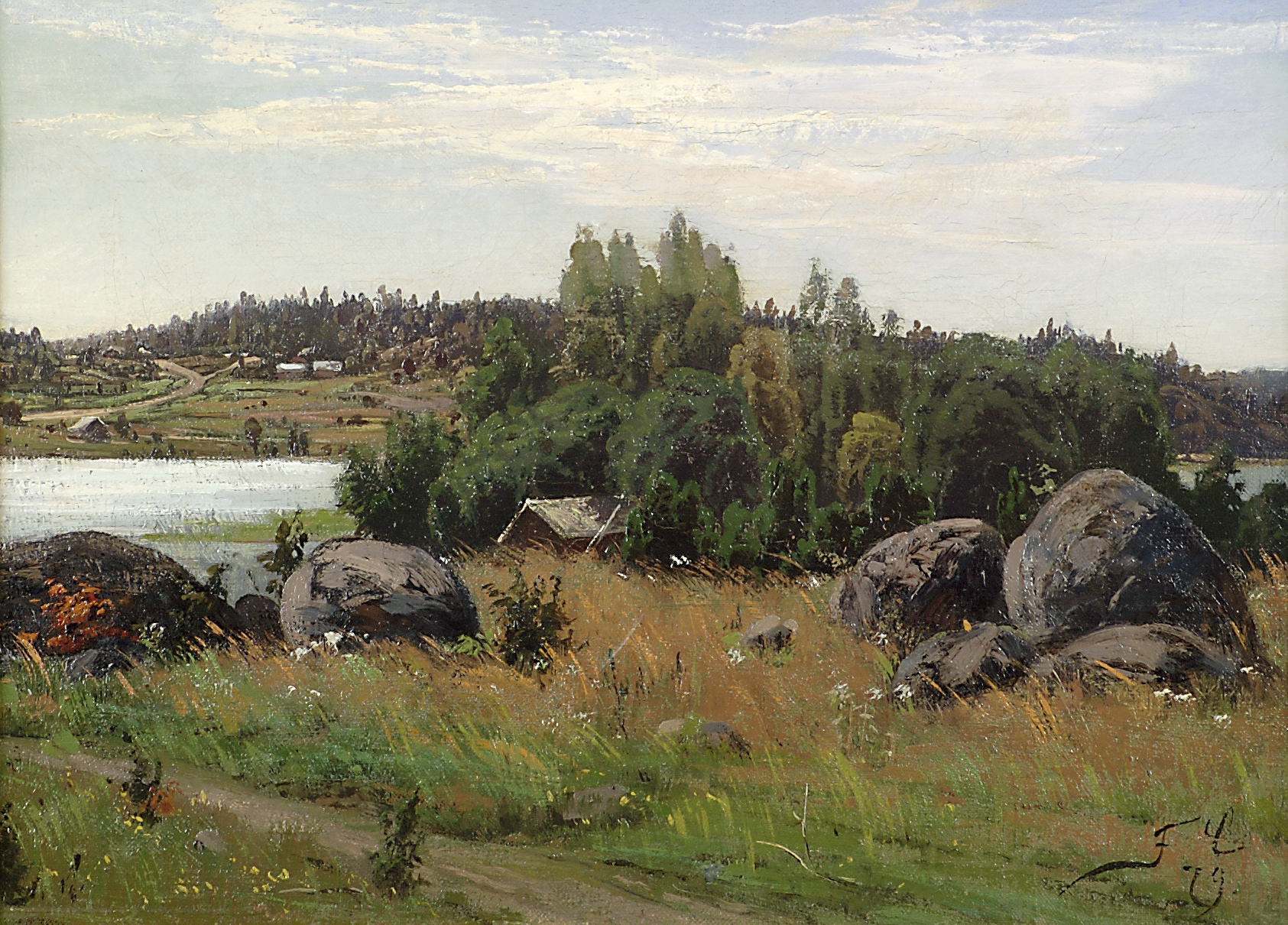
Летний день на финском побережье.

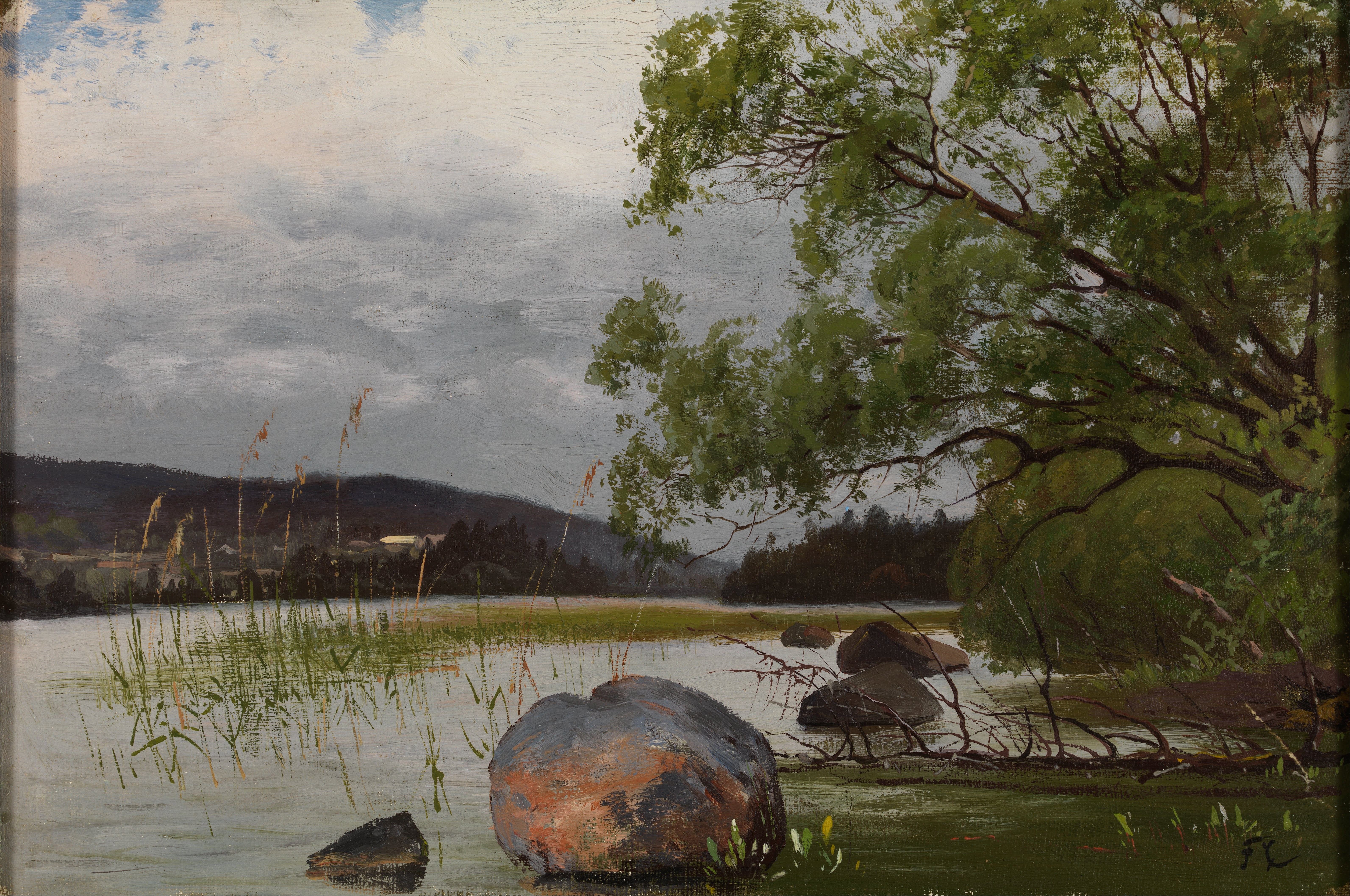
Камни. Ил. Заболоченный берег.

За свою художественную карьеру, продлившуюся примерно с 1862 по 1880 год, Курберг создала около 300 произведений. В основном она писала пейзажи. Проведя много времени в Германии и во Франции, Курберг, тем не менее, предпочитала изображать сельскую местность своей родной Финляндии. Хотя в творчестве Черберг заметно влияние Дюссельдорфской школы живописи, она сумела выработать собственный стиль, более суровый и лаконичный, чем у большинства её современников. Курберг была, вероятно, самой плодовитой и самой известной среди финских художниц XIX столетия, и её творчество заметно повлияло на последующих финских пейзажистов. В то же время, сухая живописная манера Курберг, достаточно необычная для того времени, нравилась не всем её современникам, что нередко делало Фанни мишенью для критики.
Хотя всю свою жизнь Фанни Курберг являлась подданной Российской империи, в состав которой входило Великое княжество Финляндское, она никогда не училась и не работала в соседнем с Гельсингфорсом Санкт-Петербурге, а её творчество было сравнительно мало известно в остальной России, в отличие от Франции и Германии.

## Галерея

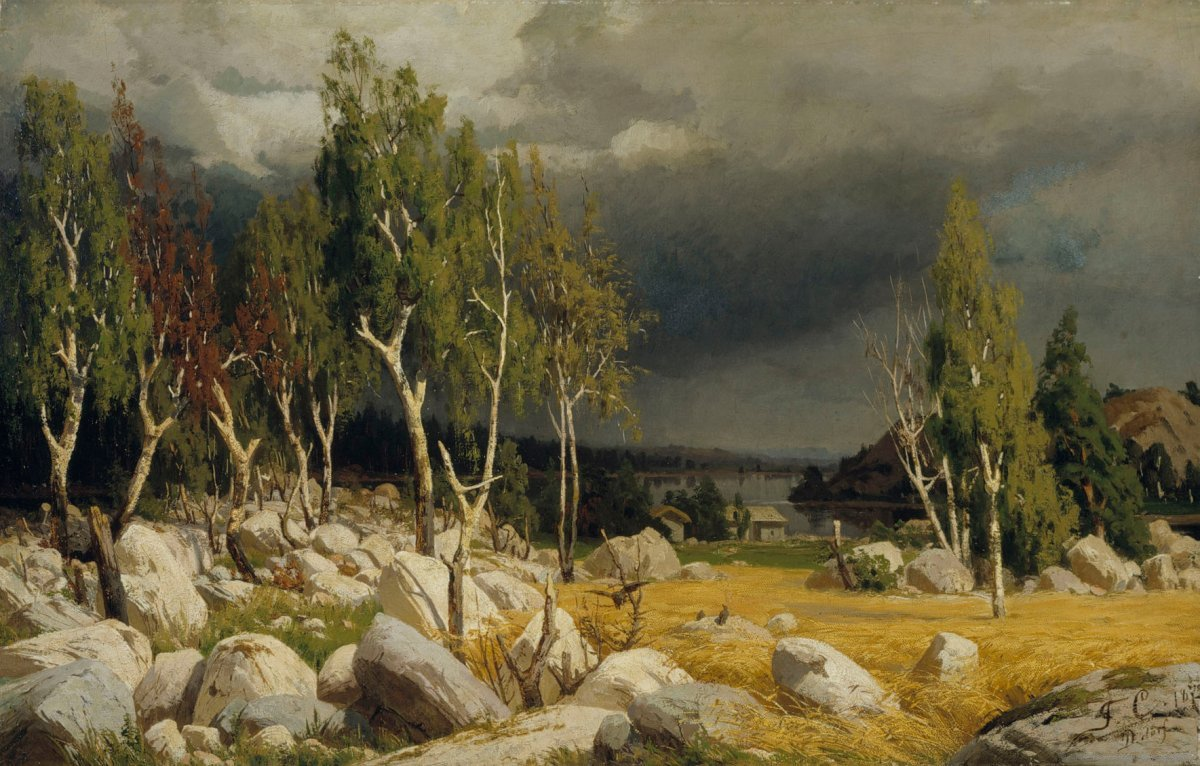
Каменистое побережье.
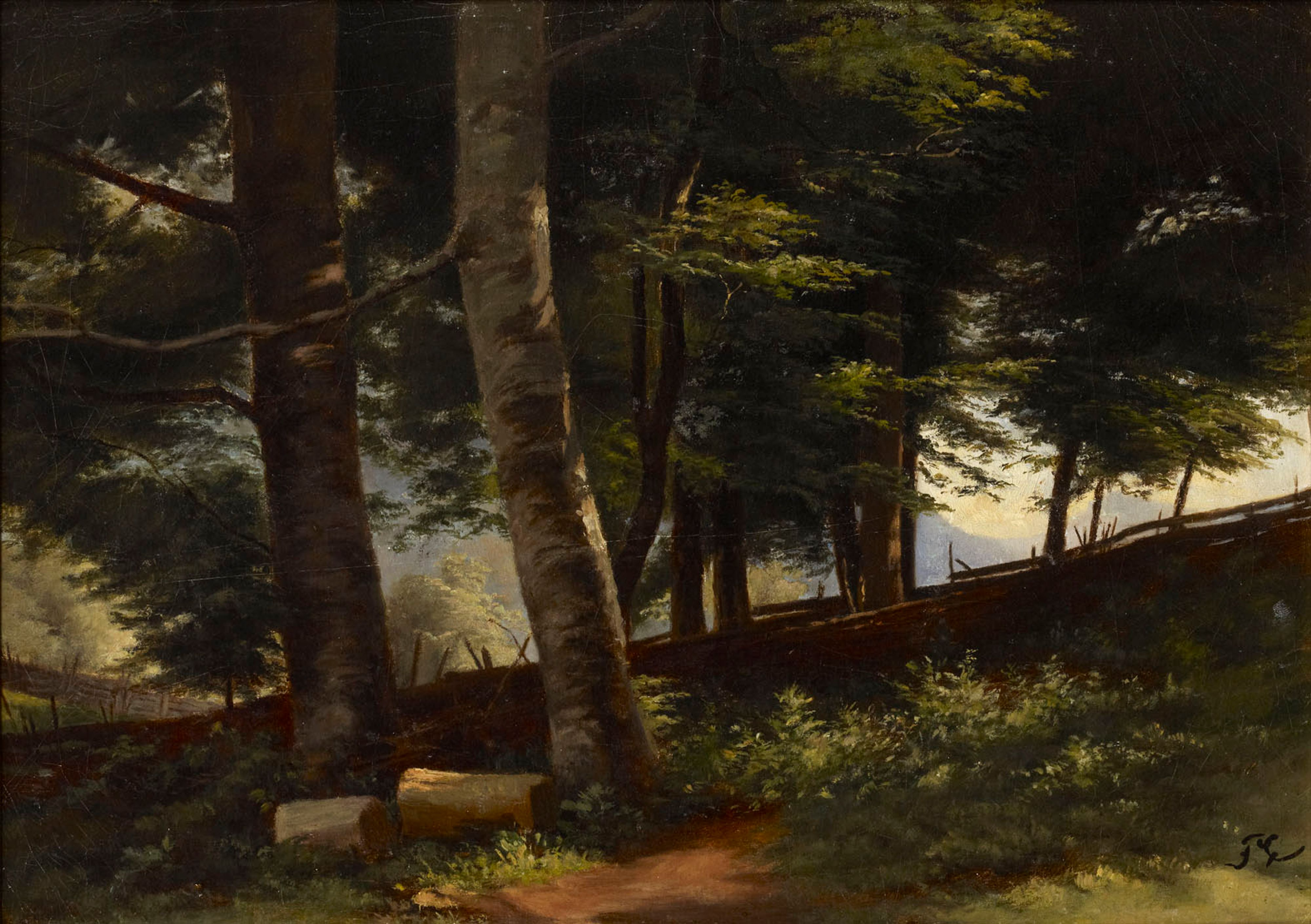
На опушке леса
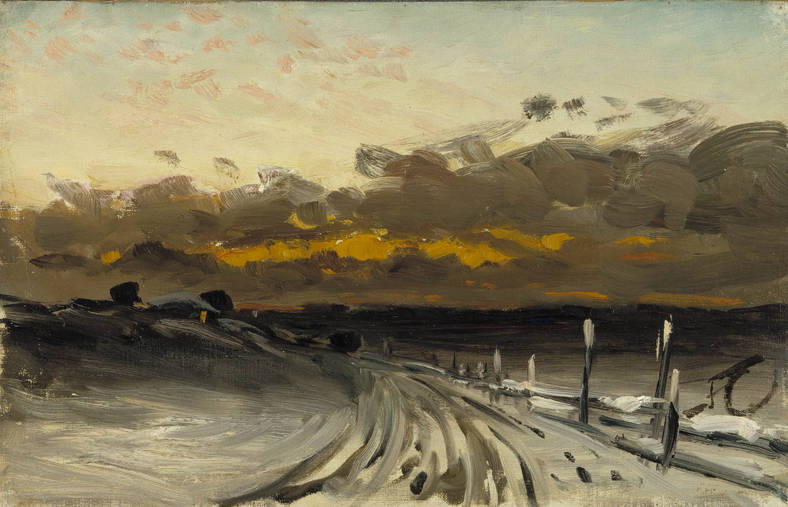
Зимний пейзаж. Сумерки. Набросок.
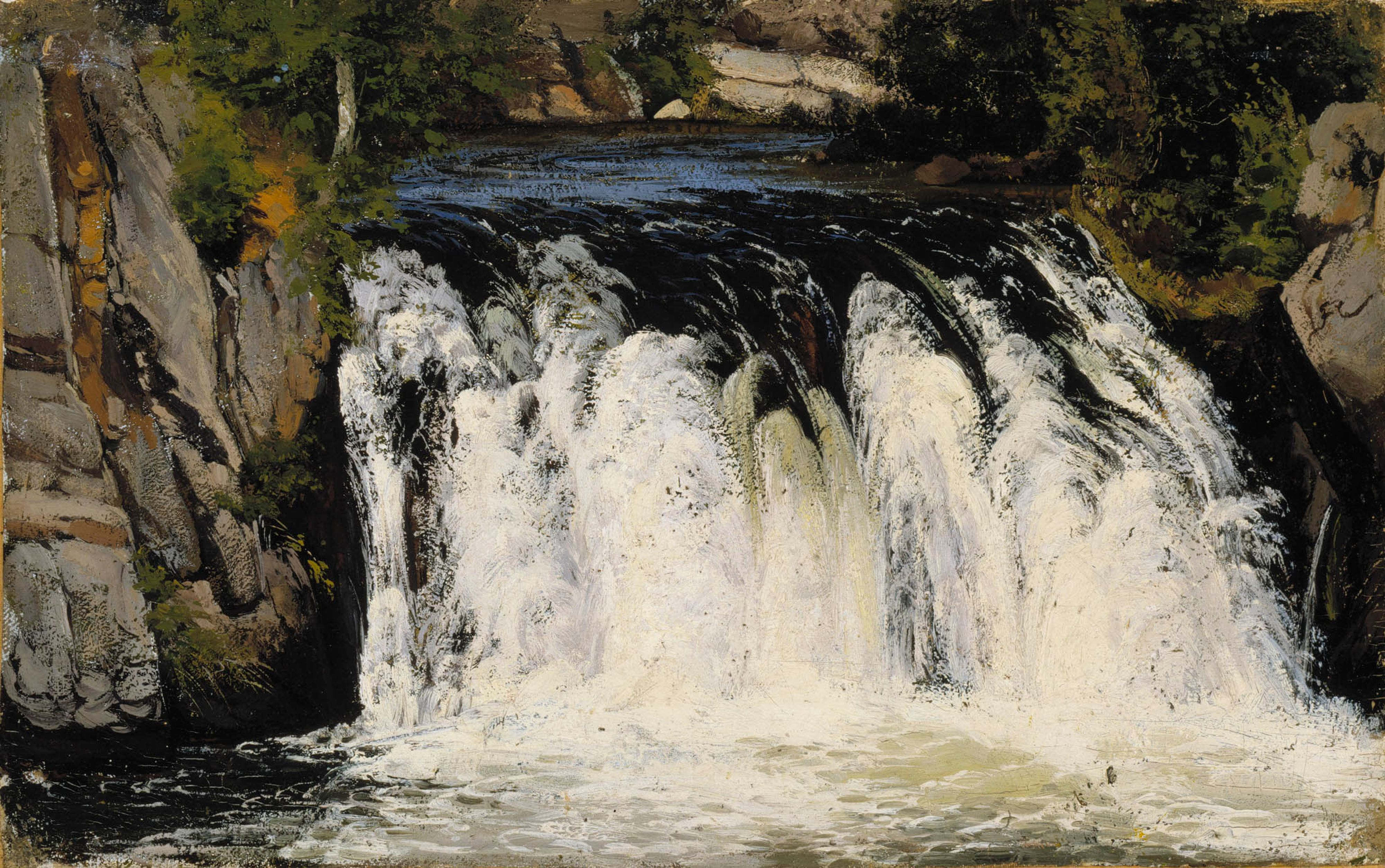
Водопад
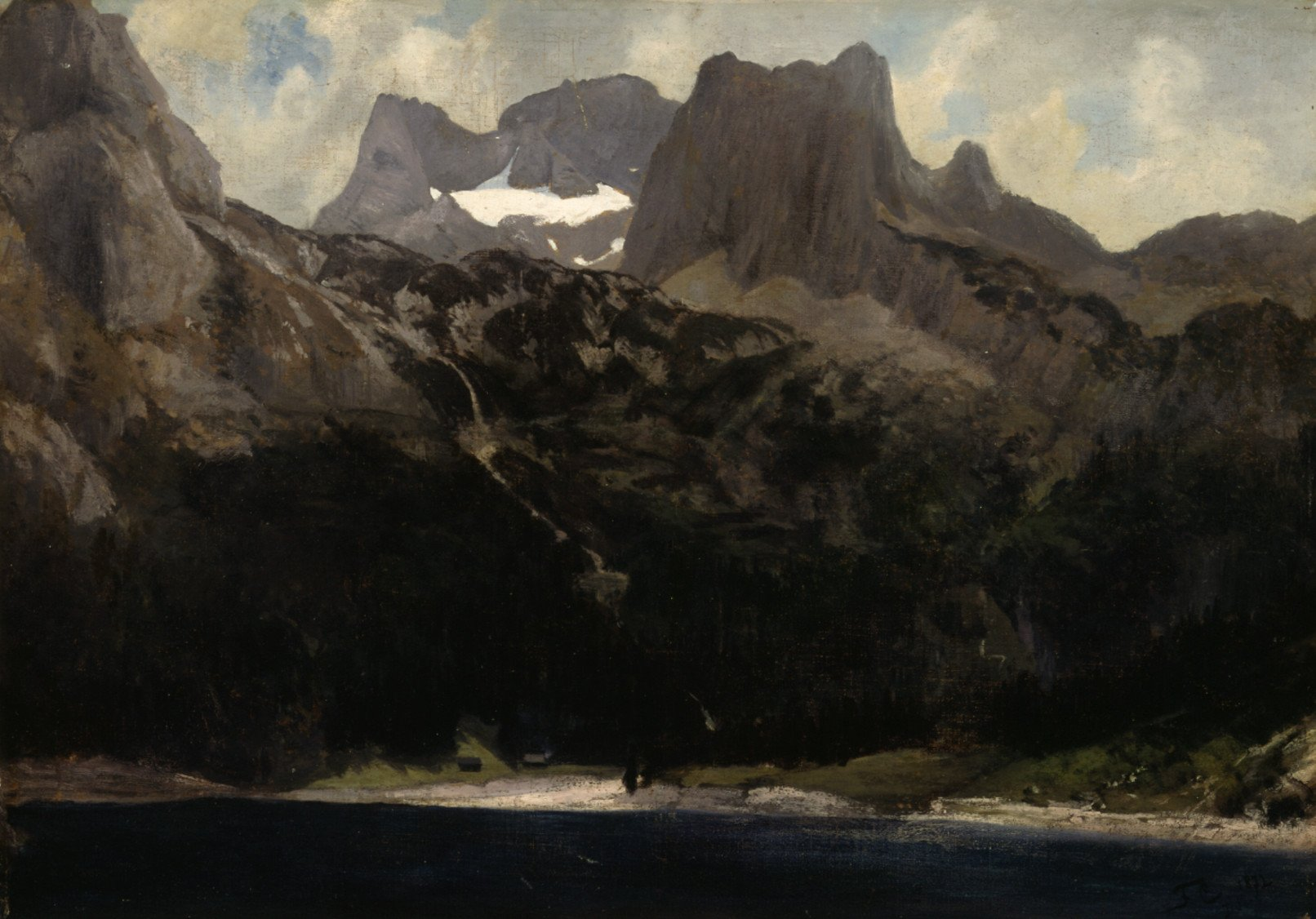
Озеро в Альпах. Набросок.
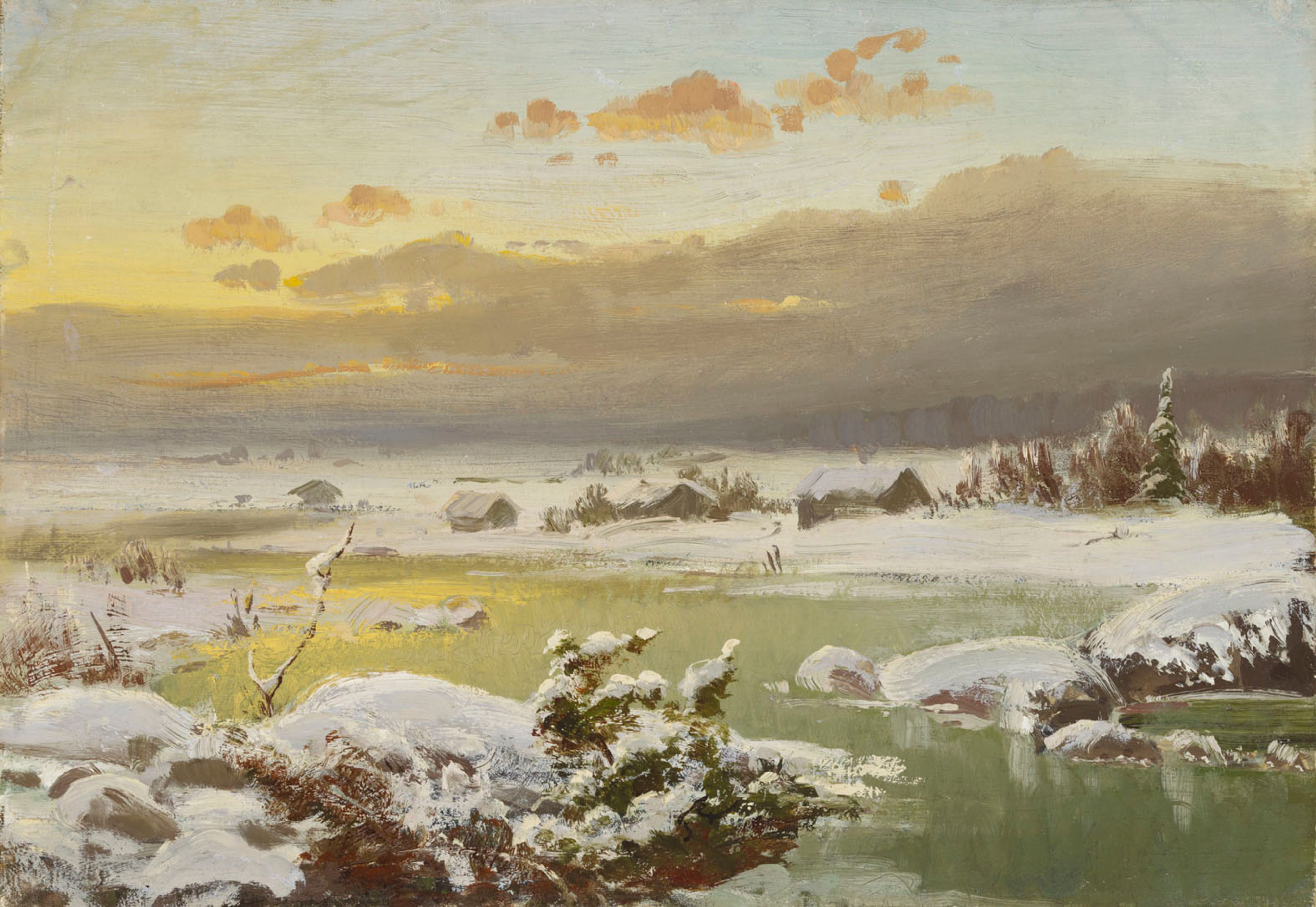
Зимний пейзаж.
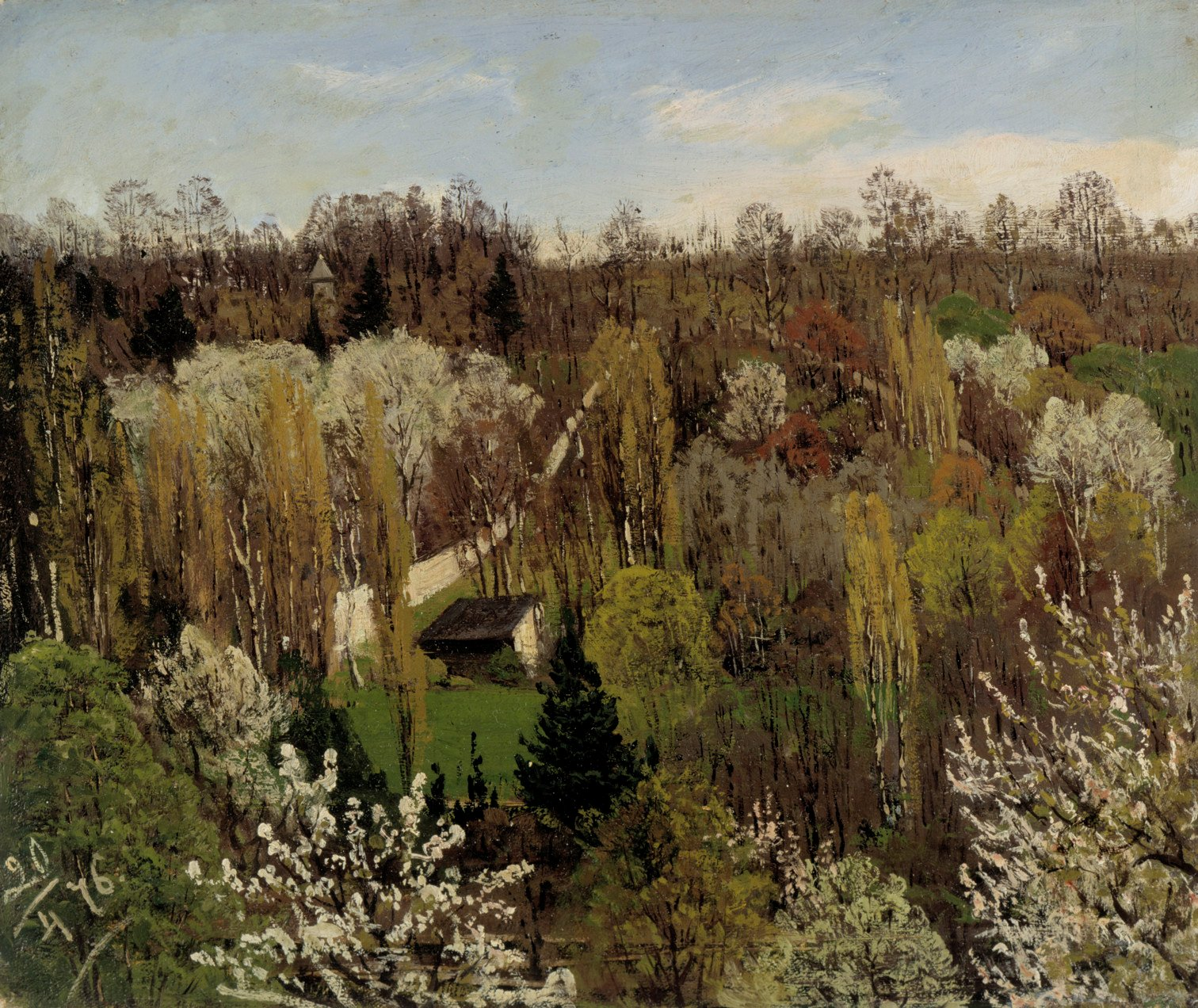
Весенний пейзаж.
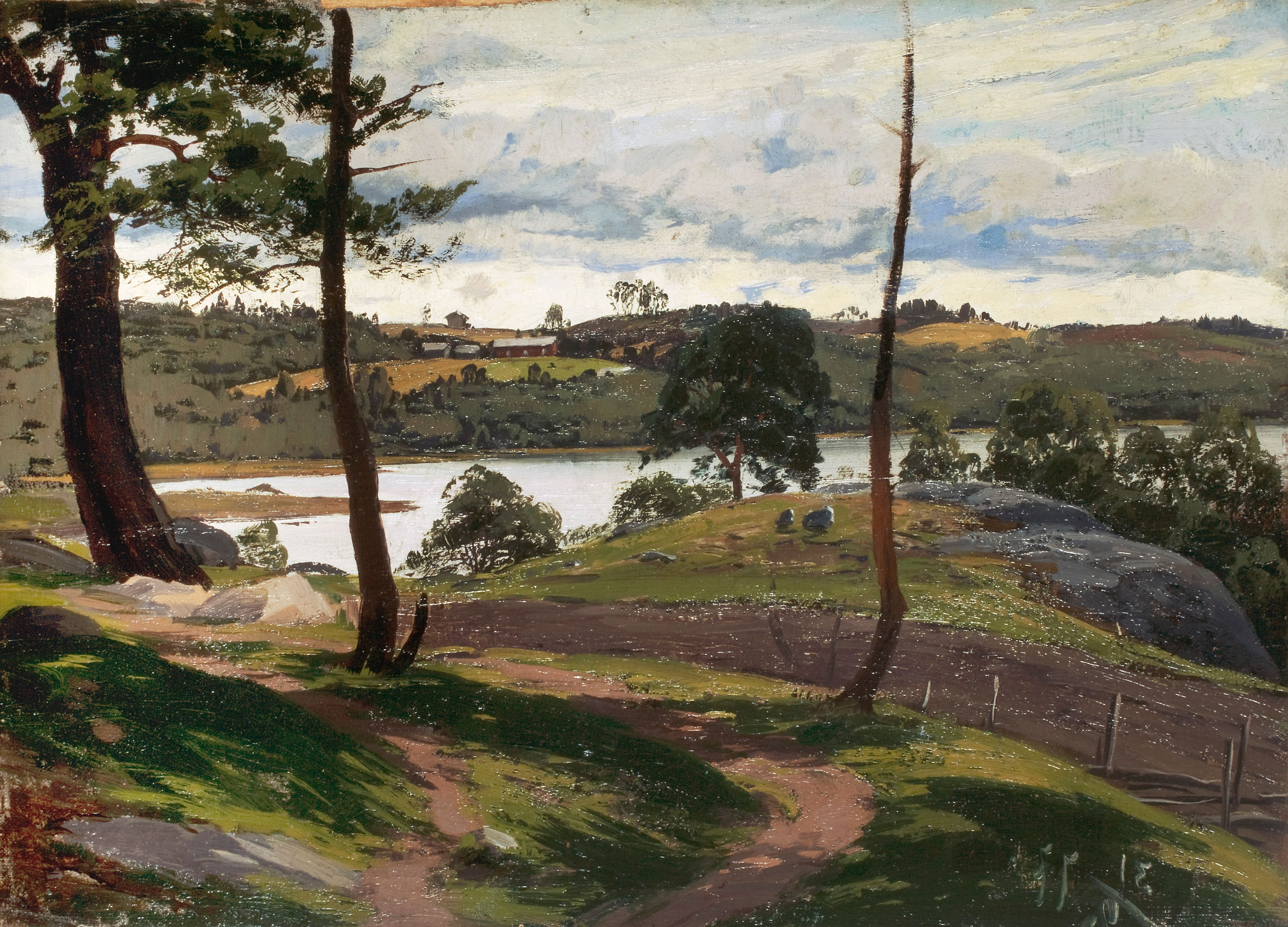
Летний пейзаж.
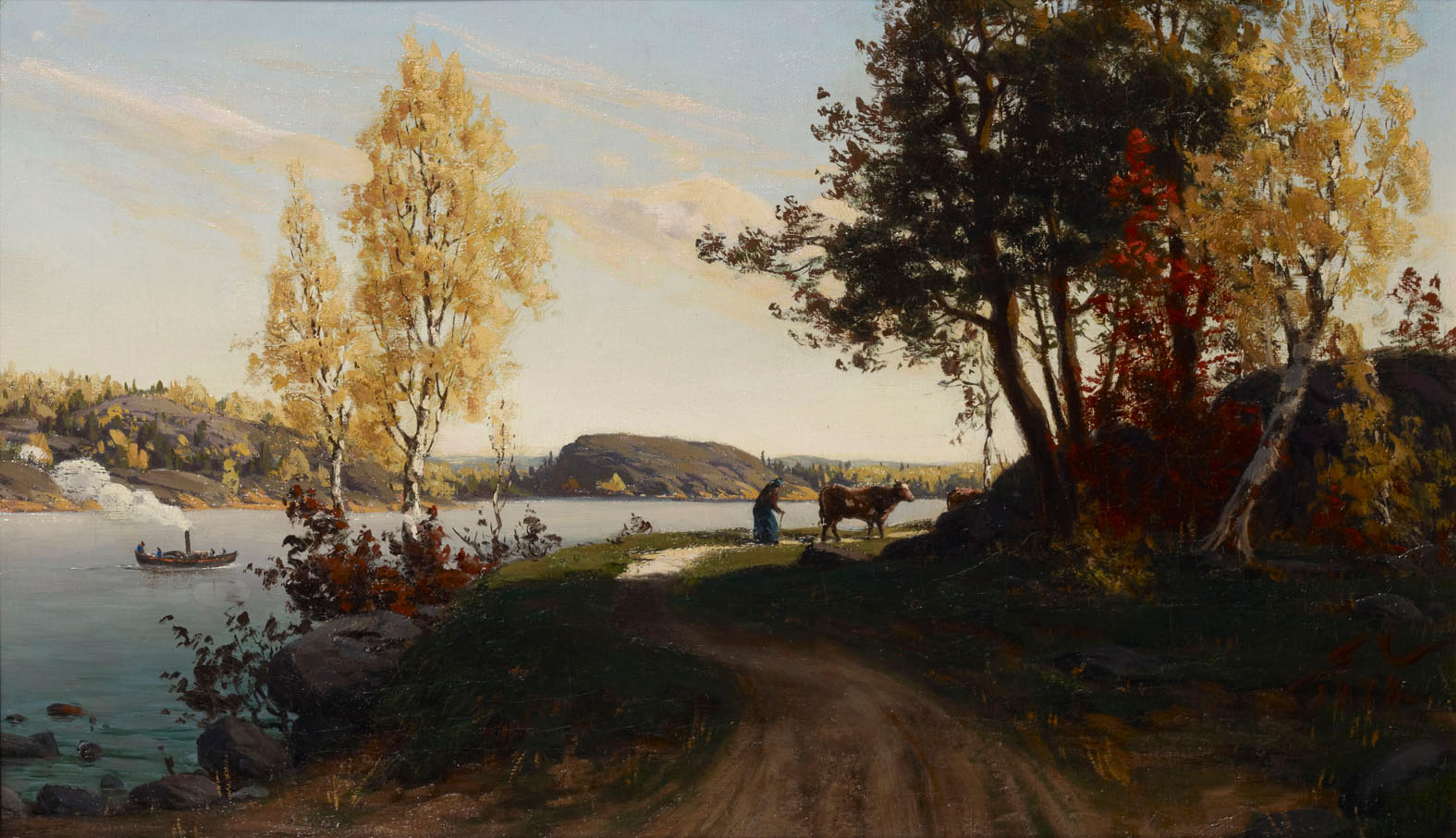
Осенний пейзаж.
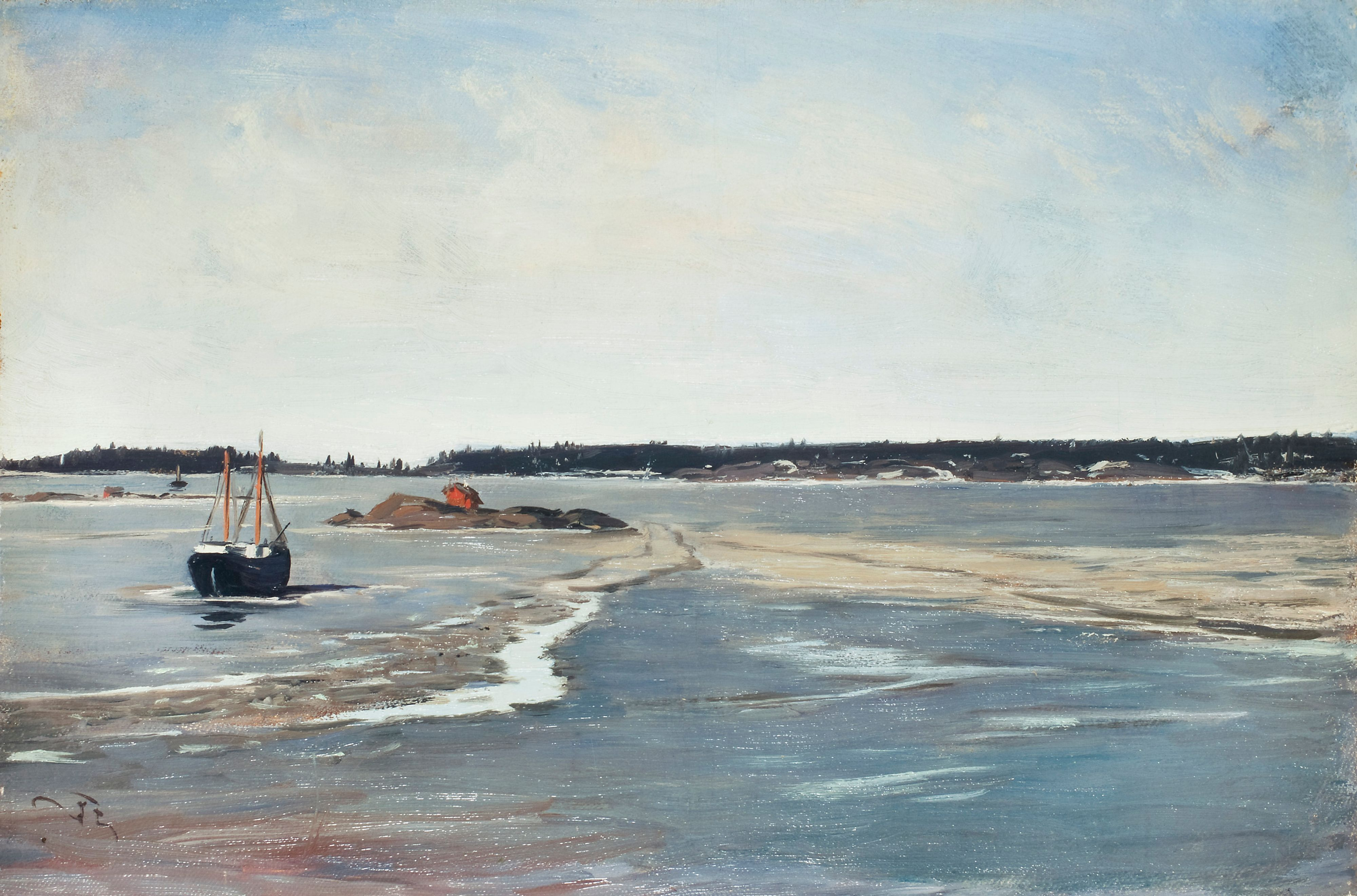
Мартовский лёд.
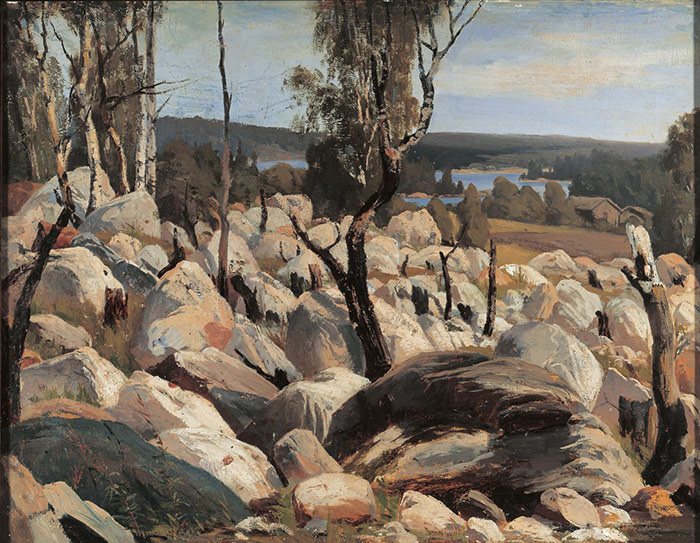
Погорелый лес на каменистом склоне у побережья.
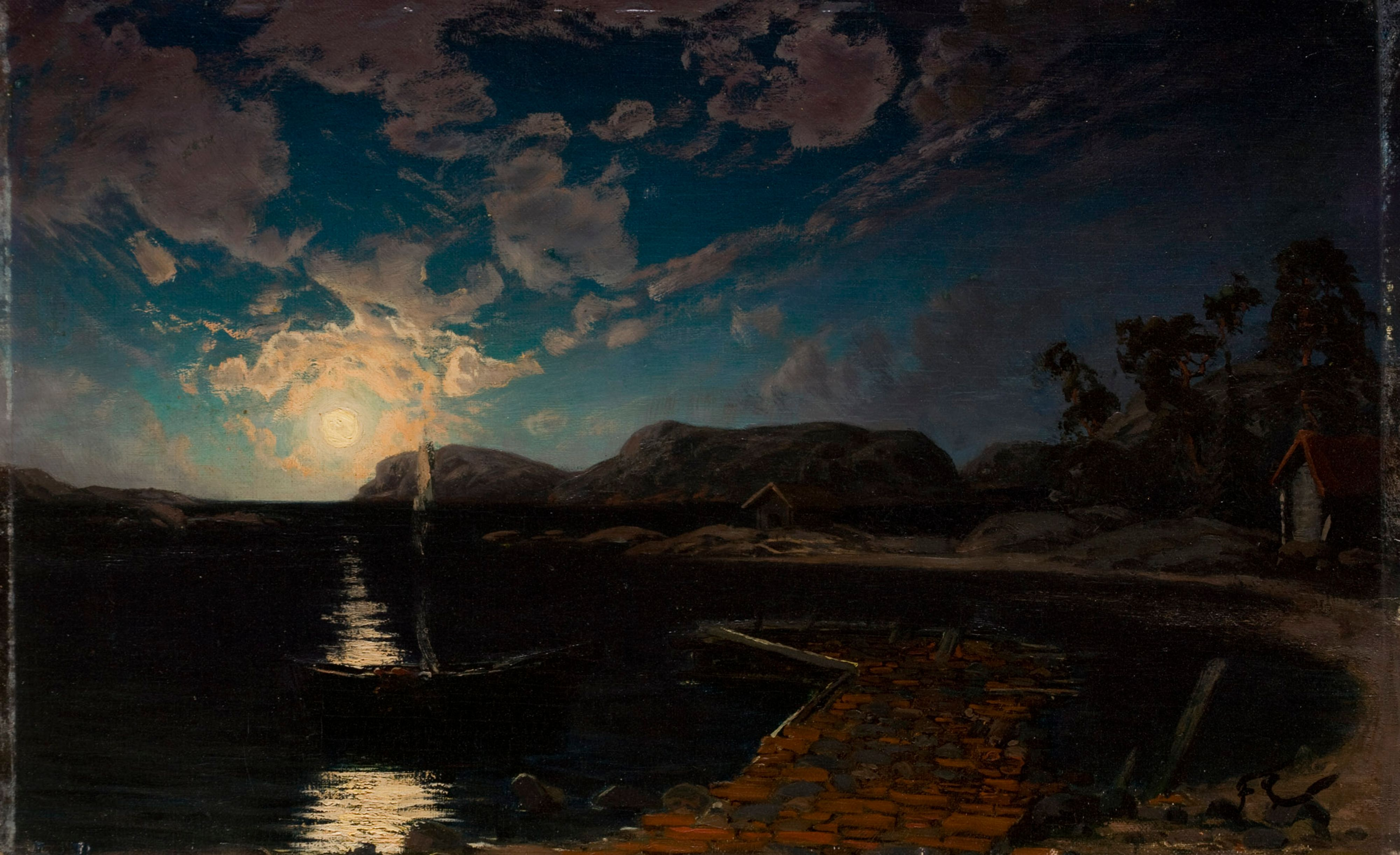
Пейзаж с лодкой в лунном свете.